# Kryptolebias brasiliensis
Kryptolebias brasiliensis är en fiskart som först beskrevs av Achille Valenciennes 1821.  Kryptolebias brasiliensis ingår i släktet Kryptolebias och familjen Rivulidae. Inga underarter finns listade i Catalogue of Life.